# گو جون
گو جون (انگلیسی: Gu Jun؛ زادهٔ ۳ ژانویهٔ ۱۹۷۵) بدمینتون‌باز زن اهل چین است. او که در مسابقات دونفره مهارت دارد در بازی‌های المپیک ۱۹۹۶ و ۲۰۰۰ به همراه هم تیمی خود Ge Fei قهرمان شد.